# Колоколинська сільська рада
| Колоколинська сільська рада — орган місцевого самоврядування у Рогатинському районі Івано-Франківської області з адміністративним центром у с. Колоколин. Історична дата утворення: в 1939 році. Водоймища на території, підпорядкованій даній раді: річка Охаба. Сільській раді підпорядковані населені пункти: - с. Колоколин |

## Склад ради
Рада складається з 14 депутатів та голови.

### Керівний склад ради
| ПІБ                         | Основні відомості                                                                          | Дата обрання | Дата звільнення |
| --------------------------- | ------------------------------------------------------------------------------------------ | ------------ | --------------- |
| Вульчин Левко Дем'янович    | Сільський голова, 1953 року народження, освіта, безпартійний                               | 26.03.2006   | 31.10.2010      |
| Школяр Володимир Васильович | Сільський голова, 1971 року народження, освіта вища, член політичної партії «Наша Україна» | 31.10.2010   |                 |

Примітка: таблиця складена за даними джерела